# 孔绍安
孔绍安（577年—622年），越州山阴人，南朝陈吏部尚书孔奂之子。年轻时与兄孔绍新都以文词知名。十三岁时，隋朝灭陈，孔绍安徙居京兆鄠县，闭门读书，诵古文集数十万字，表兄虞世南叹异之。孔绍新曾对虞世南说：“本朝沦陷，分从湮灭，但见此弟，窃谓家族不亡矣！”时有词人孙万寿，与孔绍安结忘年之好，时人称为孙、孔。大业末年，孔绍安为监察御史。时太原留守李渊以拥隋为名用兵河东，诏孔绍安监李渊军，深得接遇。李渊受禅称帝建立唐朝，孔绍安从洛阳走小路来奔。李渊见之甚悦，拜内史舍人，赐宅一区、良马两匹、钱米绢布等。时夏侯端也曾为御史，监李渊军，先于孔绍安归朝，获授秘书监。孔绍安趁侍宴时应诏咏《石榴诗》称：“只为时来晚，开花不及春。”时人称道。武德五年（622年）奉诏撰《梁史》，未成而卒。有文集五卷（一作五十卷）。
子孔构、孔祯，分别有子孔若思和孔季诩。

## 作品
侍宴咏石榴
可惜庭中树，移根逐汉臣。只为来时晚，花开不及春。
咏夭桃
结叶还临影，飞香欲遍空。不意馀花落，翻沉露井中。
赠蔡君
畴昔同幽谷，伊尔迁乔木。赫奕盛青紫，讨论穷简牍。
结客少年场行
结客佩吴钩，横行度陇头。雁在弓前落，云从阵後浮。吴师惊燧象，燕将警奔牛。转蓬飞不息，冰河结未流。若使三边定，当封万户侯。
伤顾学士
迢递双崤道，超忽三川湄。此中俱失路，思君不可思。游人行变橘，逝者遽焚芝。忆昔江湖上，同咏子衿诗。何言陵谷徙，翻惊邻笛悲。陈根非席卉，穗帐异书帷。与善成空说，歼良信在兹。今日严夫子，哀命不哀时。
别徐永元秀才
金汤既失险，玉石乃同焚。坠叶还相覆，落羽更为群。岂谓三秋节，重伤千里分。远离弦易转，幽咽水难闻。欲识相思处，山川间白云。
落叶
早秋惊落叶，飘零似客心。翻飞未肯下，犹言忆故林。